# Garra gotyla
Garra gotyla är en fiskart som först beskrevs av Gray, 1830.  Garra gotyla ingår i släktet Garra och familjen karpfiskar. IUCN kategoriserar arten globalt som livskraftig.

## Underarter
Arten delas in i följande underarter:
- G. g. gotyla
- G. g. stenorhynchus